# Svenskt biografiskt lexikon
Le Svenskt biografiskt lexicon (Dictionnaire biographique suédois) est un livre de référence sur les biographies suédoises. Le projet d'édition a commencé 1917. Le premier volume, couvrant les noms Abelin à Anjou, a été publié en 1918. En 2006, les noms de A à S étaient couverts. Ce dictionnaire est renommé pour la très grande qualité de ses articles ; de fait, ils sont étroitement contrôlés et vérifiés.

## Volumes
1. ABELIN - ANJOU - (1918)
2. ANKARCRONA - BECKER - (1920)
3. BECK - FRIIS - BERNDES - (1922)
4. BERNDES - BLOCK - (1924)
5. BLOM - BRANNIUS - (1925)
6. BRANT - BYGDÉN - (1926)
7. BÜLOW - CEDERGREN - (1927)
8. CEDERHIELM - CORNELIUS - (1929)
9. CORNELL - DAL (1931)
10. DíALBEDYHLL - DE LA GARDIE - (1931)
11. DE LA GRANGE - EBERSKÖLD - (1945)
12. EBERSTEIN - EKMAN - (1949)
13. EKMAN - ENWALL - (1950)
14. ENVALLSSON - FAHLBECK - (1953)
15. FAHLBERG - FEUK - (1956)
16. FICH - GEHLIN - (1964-1966)
17. GEIJER - HALL - (1967-1969)
18. HALLARDT - HEURGREN - (1969-1971)
19. HEURLIN - INGE - (1971-1973)
20. INGEBORG - KATARINA - (1973-75)
21. KATARINA - KÖNIGSMARCK - (1975-77)
22. KÖNIGSMARCK - LILJA - (1977-79)
23. LILJEBLAD - LJUNGBERGER - (1980-1981)
24. LJUNGDAHL - MALMROS - (1982-1984)
25. MALMROS-MUNCK AF ROSENSCHÖLD - (1985-1987)
26. MUNCK AF ROSENSCHÖLD - NILSSON - (1987-1989)
27. NILSSON - NÄSSTRÖM - (1990-1991)
28. ODEBERG - PEDERBY - (1992-1994)
29. PEGELOW - RETTIG - (1995-1997)
30. RETZIUS-RYD - (1998-2000)
31. RYDBECK-SEGERSTEDT - (2000-2002)
32. SEHLSTEDT-SPARRE - (2003-2006)
33. STILLE-STRANDELL -  (2010)